# Pacte de Tortosa
El Pacte Federal de Tortosa, o Pacte de Tortosa fou un manifest ideològic i un projecte d'organització de les forces republicano-federalistes de Catalunya, València, les Balears i Aragó sorgit arran d'una reunió a Tortosa el 18 de maig de 1869. L'elecció de Tortosa es degué al fet que està situada al centre de l'antiga Corona d'Aragó.

## El Pacte
La reunió fou presidida per l'alcalde de Tortosa, Manuel Bes i Hediger i hi participaren dos dirigents del Partit Republicà Democràtic Federal dels territoris ja esmenats. La iniciativa la van prendre els membres del sector intransigent i federalista de Barcelona del partit, aplegats en el Club dels Federalistes, amb l'objectiu d'organitzar una direcció descentralitzada del partit als territoris de l'antiga Corona d'Aragó, per tal d'impulsar la constitució d'una república federal. El seu portaveu més destacat fou Valentí Almirall i Llozer, autor a finals de 1868 de les Bases para la constitución del Estado de Cataluña. També hi participaren el català Josep Anselm Clavé, els valencians Francisco González Chermá i Emigdio Santamaría Martínez, i els aragonesos Mamés de Benedicto (vicepresident de l'Assemblea), Marceliano Isábal y Bada (secretari), Fermín Colomer, Ángel Palacios, Francisco Giménez i Ambrosio Gimeno.
El pacte mantenia una forma força historicista exaltant les llibertats de l'antiga corona d'Aragó, i suposava un intent d'organitzar les forces federals dels territoris on tenien una forta consolidació per tal que servissin de punta de llança per a estructurar una República Federal Espanyola estable i duradora. També se signà una aliança defensiva per tal de mantenir i consolidar l'esperit de la revolució de 1868.

## Text del pacte
Fragment del text original en castellà, acompanyat d'una traducció lliure i contemporània adaptada al català:
| « | (català) […] L'Aragó, Catalunya i València, unides per la seua situació topogràfica, solidàries en els seus interessos més preuats, confoses per segles records històrics, semblants si no iguals en caràcter i en costums i totes tres dignes de la seua passió per la llibertat; són cridades per llur natura a marxar unides, a viure aliades i a complir juntes els alts destins provincials de la nostra raça. Ens unim per a resistir a la tirania i, com a aragonesos, catalans i valencians, tot evocant a favor nostre els honorables antecedents històrics, tenim dret a esperar que serà mereixedora de la importància atesa la nostra fermíssima resolució. [...] Primer. Els ciutadans reunits aquí acorden que les tres antigues províncies de l'Aragó, Catalunya i València, incloses les Illes Balears, romanguin unides i aliades per a tot allò que faci referència a la conducta del partit republicà i a la causa de la Revolució, sense que de cap manera se'n dedueixi que pretenen separar-se de la resta d'Espanya. Segon. Endemés, manifesten que la forma de govern que creuen més convenient per a Espanya és la República Democràtica Federal, amb totes les seues conseqüències legítimes i naturals. [...] | » |

| « | (castellà) […] Aragón, Cataluña y Valencia, unidas por su situación topográfica, solidarias en sus más preciados intereses, confundidas por sus recuerdos históricos, semejantes sino iguales en carácter y en costumbres, émulas dignas de su pasión por la libertad; están llamadas por su naturaleza, a marchar unidas, a vivir aliadas y a cumplir juntas los altos destinos provinciales de nuestra raza. Nos unimos para resistir a la tiranía y a fuer de aragoneses, catalanes y valencianos, evocando en nuestro favor honrosos antecedentes históricos, tenemos derecho a esperar que merecerá la importancia debida nuestra firmísima resolución. [...] 1º. Los ciudadanos aquí reunidos convienen que las tres antiguas provincias de Aragón, Cataluña y Valencia, incluidas las Islas Baleares, estén unidas y aliadas para todo lo que se refiere a la conducta del partido republicano y a la causa de la Revolución, sin que de ninguna manera se deduzca de ello que pretenden separarse del resto de España. 2º. Asimismo, manifiestan que la forma de gobierno que creen más conveniente para España es la República democrática Federal, con todas sus legítimas y naturales consecuencias. [...] | » |

Pere Anguera afirma que el redactor real del text va ser el reusenc Josep Güell i Mercader.

## Conseqüències
La signatura del Pacte de Tortosa és la primera expressió pràctica del federalisme pactista, ja que rebutjava el separatisme, i fou imitat per pactes similars com el de Córdoba, el de Valladolid les dues Castelles, el de Santiago galaic-asturià, el basc-navarrès d'Eibar i culminat pel Pacte Nacional de Madrid de 30 de juliol de 1869. Quan es va imposar una constitució monàrquica de 1869 es produí un aixecament de caràcter federalista el setembre de 1869. En ésser instaurada la Primera República (1873), a Barcelona s'intentà la proclamació de l'Estat Català dins la República Federal Espanyola.